# Ioannis Mitropoulos
Ioannis Mitropoulos (1874 - ?) fue un gimnasta griego que compitió en los Juegos Olímpicos de Atenas de 1896.
Mitropoulos participó tanto de forma individual como por equipos en la modalidad de barras paralelas, e individualmente en la competición de anillos, en la cual logró la medalla de oro. En las barras paralelas no consiguió ninguna medalla y su posición es desconocido. Por equipos fue miembro del Ethnikos Gymnastikos Syllogos, que obtuvo la tercera posición de los tres equipos participantes, obteniendo una medalla de bronce.

## Palmarés
- Medalla de oro en los Juegos Olímpicos de Atenas (1896) en anillos
- Medalla de bronce por equipos en los Juegos Olímpicos de Atenas (1896) en barras paralelas.

- Datos: Q373810
- Multimedia: Ioannis Mitropoulos / Q373810